# Diocesi di Taubaté
La diocesi di Taubaté (in latino: Dioecesis Taubatensis) è una sede della Chiesa cattolica in Brasile suffraganea dell'arcidiocesi di Aparecida. Nel 2022 contava 497.900 battezzati su 759.984 abitanti. È retta dal vescovo Wilson Luís Angotti Filho.

## Territorio

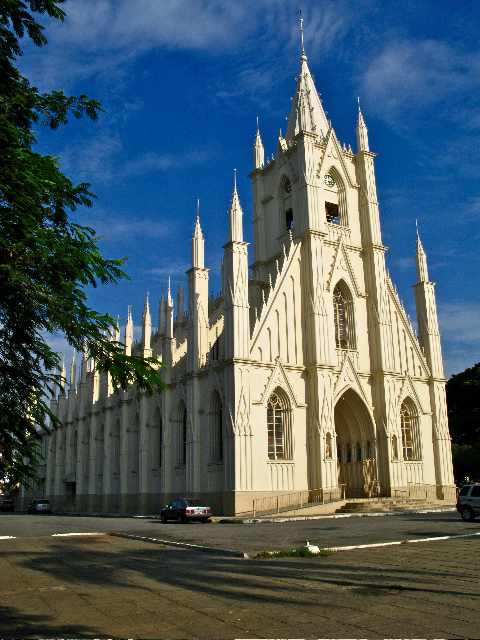
Il santuario di Santa Teresina a Taubaté.

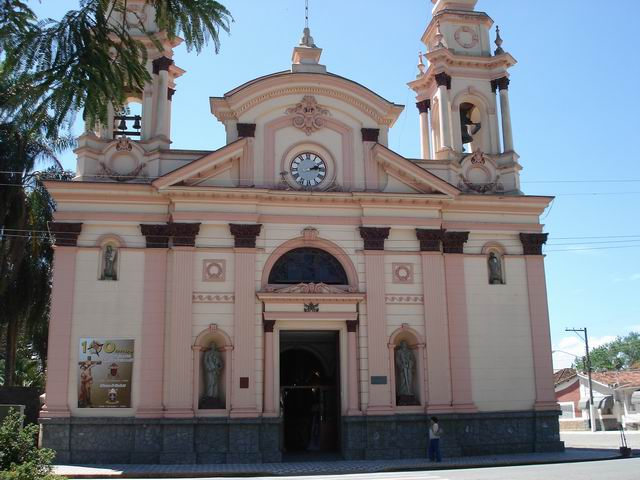
La basilica minore di Nostro Signore Gesù di Tremembé.

La diocesi comprende 11 comuni dello stato brasiliano di San Paolo: Taubaté, Caçapava, Campos do Jordão, Jambeiro, Natividade da Serra, Pindamonhangaba, Redenção da Serra, Santo Antônio do Pinhal, São Bento do Sapucaí, São Luís do Paraitinga e Tremembé.
Sede vescovile è la città di Taubaté, dove si trova la cattedrale di San Francesco d'Assisi delle Stimmate (Catedral São Francisco das Chagas). A Tremembé sorge la basilica minore di Nostro Signore Gesù (Basílica do Senhor Bom Jesus).
Il territorio si estende su una superficie 4.537 km² ed è suddiviso in 49 parrocchie, raggruppate in 7 foranie.

## Storia
La diocesi è stata eretta il 7 giugno 1908 con la bolla Dioecesium nimiam amplitudinem di papa Pio X, ricavandone il territorio dall'arcidiocesi di San Paolo, di cui era originariamente suffraganea.
Successivamente ha ceduto a più riprese porzioni del suo territorio a vantaggio dell'erezione di nuove diocesi e precisamente: la diocesi di Santos il 4 luglio 1924; la diocesi di Lorena il 31 luglio 1937; l'arcidiocesi di Aparecida, di cui è divenuta contestualmente suffraganea, il 19 aprile 1958; la diocesi di Mogi das Cruzes il 9 giugno 1962; e la diocesi di São José dos Campos il 30 gennaio 1981.

## Cronotassi dei vescovi
Si omettono i periodi di sede vacante non superiori ai 2 anni o non storicamente accertati.
- Epaminondas Nunes de Ávila e Silva † (29 aprile 1909 - 29 giugno 1935 deceduto)
- André Arcoverde de Albuquerque Cavalcanti † (8 agosto 1936 - 8 novembre 1941 dimesso[1])
  - Sede vacante (1941-1944)
- Francisco do Borja Pereira do Amaral † (3 ottobre 1944 - 5 maggio 1976 ritirato)
- José Antônio do Couto, S.C.I. † (5 maggio 1976 succeduto - 6 agosto 1981 dimesso)
- Antônio Afonso de Miranda, S.N.D. † (6 agosto 1981 - 22 maggio 1996 ritirato)
- Carmo João Rhoden, S.C.I. (22 maggio 1996 - 15 aprile 2015 ritirato)
- Wilson Luís Angotti Filho, dal 15 aprile 2015

## Statistiche
La diocesi nel 2022 su una popolazione di 759.984 persone contava 497.900 battezzati, corrispondenti al 65,5% del totale.
| anno | popolazione | popolazione | popolazione | presbiteri | presbiteri | presbiteri | presbiteri                | diaconi | religiosi | religiosi | parrocchie |
| anno | battezzati  | totale      | %           | numero     | secolari   | regolari   | battezzati per presbitero | diaconi | uomini    | donne     | parrocchie |
| ---- | ----------- | ----------- | ----------- | ---------- | ---------- | ---------- | ------------------------- | ------- | --------- | --------- | ---------- |
| 1950 | 380.000     | 400.000     | 95,0        | 126        | 69         | 57         | 3.015                     |         | 113       | 384       | 30         |
| 1966 | 370.000     | 415.000     | 89,2        | 106        | 61         | 45         | 3.490                     |         | 105       | 592       | 31         |
| 1970 | 420.685     | 460.000     | 91,5        | 50         | 50         |            | 8.413                     |         |           |           | 38         |
| 1976 | 480.356     | 510.432     | 94,1        | 90         | 47         | 43         | 5.337                     | 11      | 100       | 556       | 43         |
| 1980 | 631.000     | 701.000     | 90,0        | 88         | 42         | 46         | 7.170                     | 11      | 109       | 512       | 45         |
| 1990 | 410.000     | 445.171     | 92,1        | 71         | 34         | 37         | 5.774                     | 8       | 89        | 292       | 26         |
| 1999 | 467.947     | 525.577     | 89,0        | 85         | 44         | 41         | 5.505                     | 25      | 125       | 302       | 30         |
| 2000 | 476.773     | 535.589     | 89,0        | 93         | 48         | 45         | 5.126                     | 24      | 136       | 293       | 31         |
| 2001 | 498.742     | 566.753     | 88,0        | 96         | 47         | 49         | 5.195                     | 24      | 135       | 250       | 31         |
| 2002 | 487.173     | 573.173     | 85,0        | 88         | 45         | 43         | 5.536                     | 27      | 150       | 121       | 33         |
| 2003 | 493.000     | 580.000     | 85,0        | 87         | 43         | 44         | 5.666                     | 41      | 129       | 222       | 33         |
| 2004 | 494.000     | 595.219     | 83,0        | 94         | 47         | 47         | 5.255                     | 44      | 130       | 218       | 33         |
| 2010 | 567.000     | 666.000     | 85,1        | 103        | 59         | 44         | 5.504                     | 53      | 173       | 264       | 37         |
| 2014 | 597.000     | 698.000     | 85,5        | 126        | 71         | 55         | 4.738                     | 54      | 192       | 261       | 43         |
| 2017 | 462.182     | 705.466     | 65,5        | 136        | 76         | 60         | 3.398                     | 54      | 181       | 193       | 49         |
| 2020 | 483.000     | 738.000     | 65,4        | 126        | 76         | 50         | 3.833                     | 52      | 166       | 205       | 49         |
| 2022 | 497.900     | 759.984     | 65,5        | 135        | 67         | 68         | 3.688                     | 38      | 178       | 163       | 49         |